# Michałkowa
Michałkowa (deutsch Michelsdorf) ist ein Dorf in der Landgemeinde Walim (Wüstewaltersdorf) im Powiat Wałbrzyski (Kreis Waldenburg) in der Woiwodschaft Niederschlesien in Polen.

## Lage
Michałkowa liegt in den nördlichen Ausläufern des Eulengebirges nordöstlich des 670 m hohen Hexensteins (polnisch Babi Kamien).
Nachbarorte sind Młyńska (Mühlbach) im Westen, Boreczna im Osten und Sędzimierz (Neugericht) im Süden. 

## Geschichte

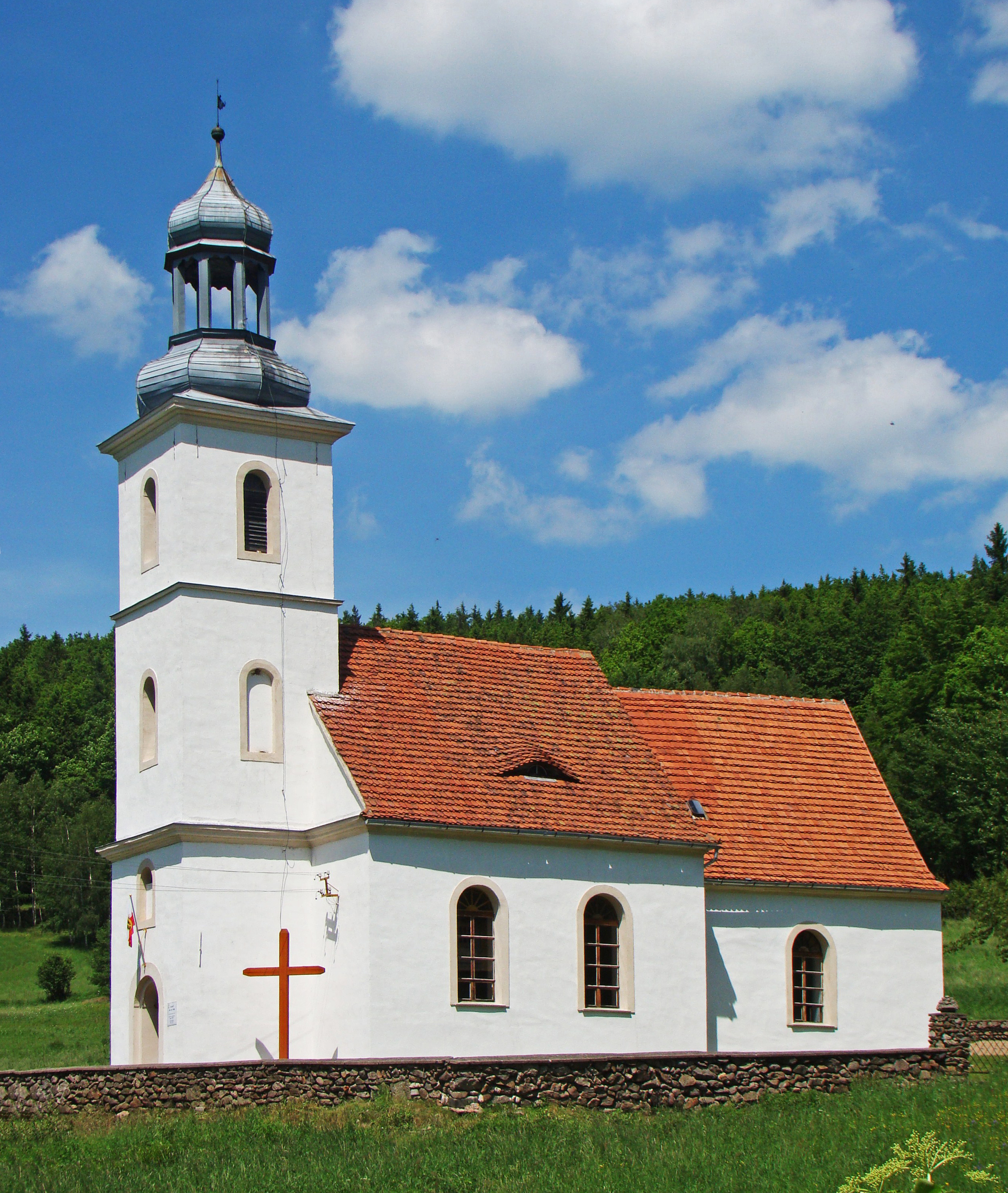
St.-Anna-Kirche

Michelsdorf gehörte zum piastischen Herzogtum Schweidnitz, mit dem es nach dem Tod des Herzogs Bolko II. 1368 erbrechtlich an die Krone Böhmen fiel, wobei Bolkos Witwe Agnes bis zu ihrem Tod 1392 die Nutznießung zustand.
Eigentümer waren: 1548 Hans von Seidlitz, 1594 Friedrich von Seidlitz, 1694 die Erben des Sigmund von Vogt, 1709 Hans Moritz von Lessel, 1733 die verwitwete Susanna Elisabeth Freiin von Zedlitz, geb. von Rothenburg, 1743 deren Erbin Johanna Sophie Freiin von Zedlitz, 1748 Otto Friedrich von Lieres und 1785 dessen Tochter, die Frau eines Oberst von Hohendorf. 
Nach dem Ersten Schlesischen Krieg fiel Michelsdorf 1741/42 mit dem größten Teil Schlesiens an Preußen. 1785 zählte das Dorf eine katholische (während der Reformation bis 1653 evangelische) Pfarrkirche, ein Pfarrhaus und ein Schulhaus, ein Vorwerk, zehn Bauern, 38 Gärtner, 39 Häusler, zwei Wassermühlen und 416 Einwohner. 1845 war es im Besitz des Präsidenten der Königlichen Generalkommission in Breslau, von Rothkirch. Damals bestand Michelsdorf aus 115 Häusern, einem herrschaftlichen Vorwerk, einer Freischoltisei, 913 Einwohnern (41 katholische, einer jüdisch und der Rest evangelisch), evangelische Kirche zu Wüstewaltersdorf, einer evangelischen Schule mit einem Lehrer, einer katholischen Teilkirche von Leutmannsdorf-Bergseite, einem Widum, drei Walkmühlen, je einer Sägemühle, Brauerei und Brennerei, sechs Bleichen, 14 Handwerkern und fünf Viktualienhändlern. 1818 wurde Michelsdorf in den Landkreis Waldenburg eingegliedert, mit dem es bis 1945 verbunden blieb. Seit 1874 gehörte die Landgemeinde Michelsdorf zum gleichnamigen Amtsbezirk. Zur Gemeinde gehörten die Kolonien Heidelberg mit 14 Häusern und Mühlbach mit 20 Häusern sowie eine evangelische Tochterschule.
Als Folge des Zweiten Weltkriegs fiel Michelsdorf 1945 mit fast ganz Schlesien an Polen und wurde in Michałkowa umbenannt. Die deutsche Bevölkerung wurde – soweit sie nicht vorher geflohen war – weitgehend vertrieben. Die neuen Bewohner waren zum Teil Heimatvertriebene aus Ostpolen, das an die Sowjetunion gefallen war. 1975–1998 gehörte Michałkowa zur Woiwodschaft Wałbrzych.

## Sehenswürdigkeiten
- Die römisch-katholische Filialkirche St. Anna (polnisch Kościół filialny pw. św. Anny) wurde 1835 anstelle eines älteren Vorgängerbaues errichtet. Bis 1654 war sie ein evangelisches Gotteshaus. Im 19. Jahrhundert war sie eine Filialkirche der römisch-katholischen Pfarrei von Leutmannsdorf-Bergseite. Das Kirchenpatronat gehörte der Grundherrschaft. Am 25. April 1835 wurde den evangelischen Einwohnern von Michelsdorf ein Mitbenutzungsrecht an der Kirche eingeräumt. In dem Gotteshaus befand sich das Rothenburg´sche Erbbegräbnis. Zur Kirche gehörte vormals ein Pfarrwidum mit 24 Morgen Land.